# Paolo Lanzerotti

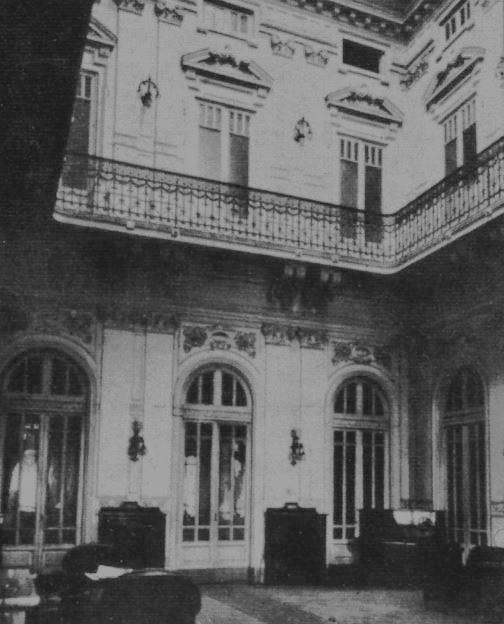
Catania, Villa D'Ayala, interno.

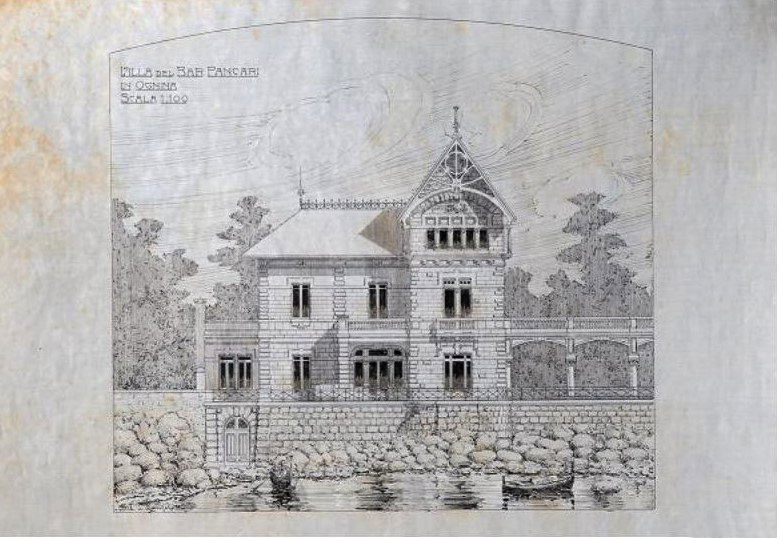
Catania, Villa Pancari

Paolo Lanzerotti (Catania, 3 febbraio 1875 – Catania, 9 luglio 1944) è stato un architetto e ingegnere italiano.

## Biografia
Figlio di Giuseppe (1846-1932 architetto catanese) e Giulia Serra, fu protagonista di importanti realizzazioni sino al 1939 circa. Collaborò con Ernesto Basile nella costruzione di Villa Manganelli, progettò a Catania diverse opere eclettiche e liberty come la villa del Cav. Modica (1904) in via Tomaselli, il villino Citelli (1904-1907) in via Tomaselli, la villa Farnè (1907 circa) alla Barriera del Bosco, la villa Pancari (1911 circa) a Ognina,  la villa D'Ayala (1911 circa) in corso Italia, la Birraria Svizzera (1915) in via Etnea, il villino Priolo (1920) in via Androne, il cinema Diana (1925) in via Umberto, la casa Lanzerotti (1928) in via Toselli, la villa Zingali Tetto (1934-35) in via Etnea (oggi sede del Museo della Rappresentazione - MuRa dell'università di Catania). Attivo a Ispica, Ragusa e Acireale.
Lanzerotti sposò in prime nozze Anna Marletta, deceduta a soli 27 anni, dalla quale ebbe la figlia Giulia che sposo l'ingegner Pasquale Platania, e successivamente sposò in seconde nozze Amalia Pantano (1884-1961) il 12 settembre 1908. Poetessa e fondatrice nel 1928 del Lyceum di Catania, Amalia, figlia di Adolfo giurista, era nipote di Edoardo e sorella di Enrico, caduto in guerra nel 1907.

## Bibliografia

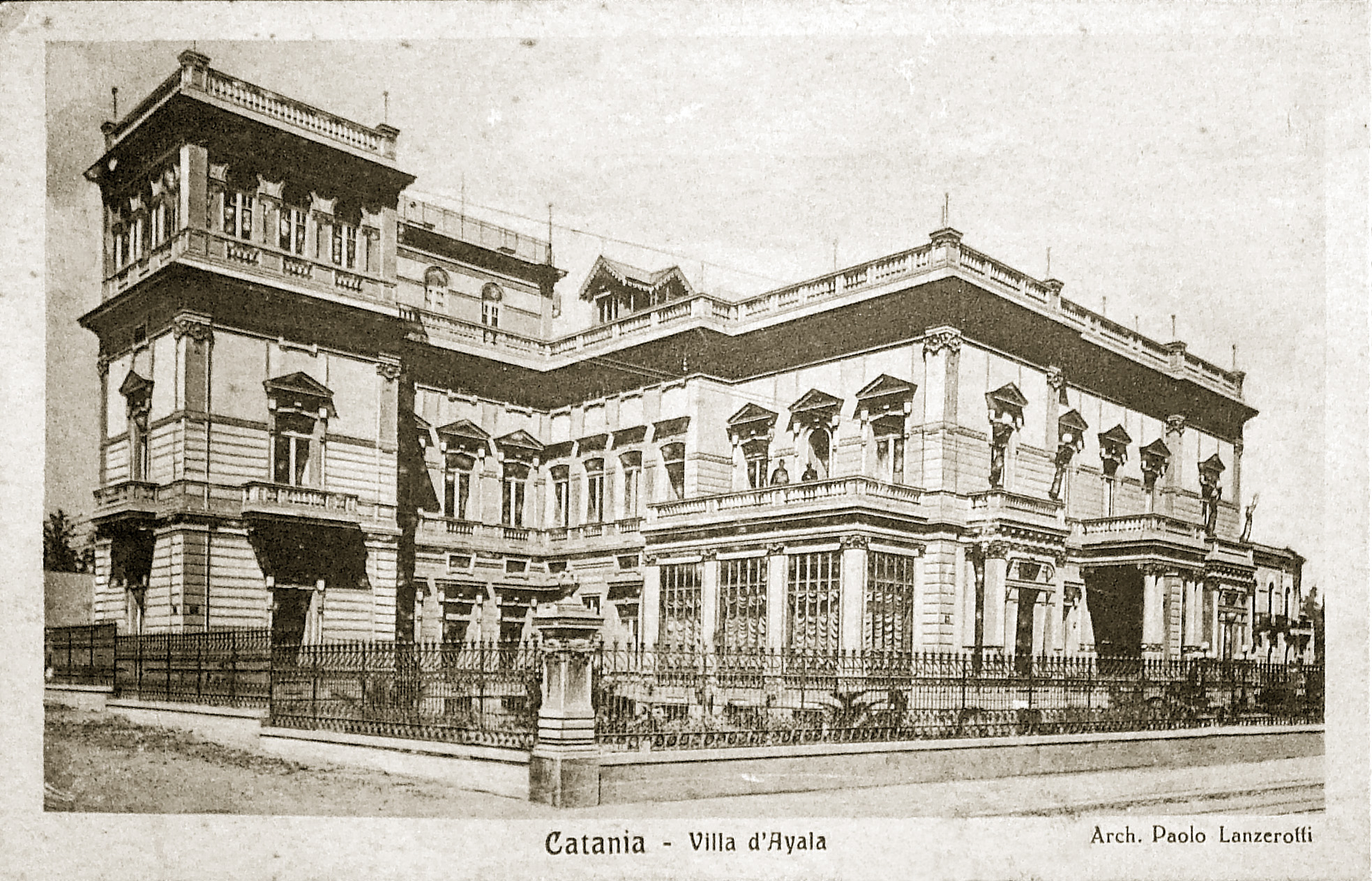
Catania, villa d'Ayala